# 역사적 예수의 초상

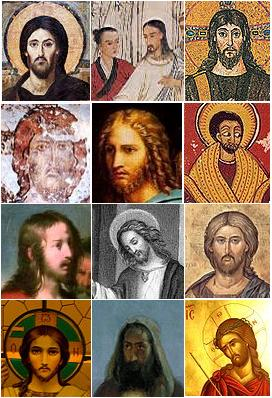
21세기, 역사적 예수에 대한 세 번째 탐구는 예수의 어떤 통일된 사진도 전혀 얻을 수 없었으며 그 후에 예수의 학술 초상의 분열을 목격했다.

역사적 예수의 초상은 각각 독특한 특성과 새 개발과 다양한 연구 기준으로, 지난 세기에 일어난 역사적 예수에 대한 별도의 세 가지 학술 탐구에 구성된 예수의 다양한 인물을 의미한다. 이 과정에서 구성된 예수의 초상화들은 서로 다르며, 복음본에 묘사된 독단적 이미지에서 유래했다.

## 같이 보기
- 성경의 역사성
- 성서 고고학
- 성경 초본
- 6/7년 촬영 조세 목적의 시리아와 유대의 로마 지방의 등록, 쿠이리니우스의 인구조사.
- 그리스도 신화론
- 상이성의 기준
- 신약의 역사적 배경
- 복음서의 역사적 신뢰성
- 예수의 역사성
- 예수 세미나
- 역사적 예수 탐구
- 예수의 역사성의 원천
- 예수의 정신건강